# Diaspora serbe au Canada
L'Immigration serbe au Canada a commencé depuis le XXe siècle où elle s'est installée en plusieurs vagues. Selon Statistique Canada, en 2011, il y avait 80 320 personnes d'origine serbe vivant au Canada.

## Histoire
Les premiers Serbes arrivant au Canada sont arrivés en Colombie-Britannique entre 1850 et 1870. Beaucoup ont été employés dans le secteur minier ou forestier près de villes comme Phoenix (en), Golden, Prince Rupert et de Kamloops.
En 1900, les Serbes ont commencé à arriver en Alberta. Beaucoup de ces premiers colons ont migré vers le nord dans la région du nord-ouest des États-Unis. L'extraction de charbon les a attirés à Lethbridge, tandis que la construction de routes a été une source d'emploi pour ceux qui étaient dans Macleod et Cadomin. De nombreux Serbes ont travaillé sur la construction de lignes de chemin de fer qui s'étendent maintenant à Edmonton de la côte du Pacifique.
La période entre les deux guerres mondiales correspond à une augmentation importante de l'immigration serbe au Canada. Toutefois, le nombre exact des arrivées à ce moment-là n'est pas connu. Le manque d'information est dû au fait que tout au long des années, les Serbes ont été selon les cas classés parmi les Autrichiens, les Hongrois, les Turcs, les Serbo-Croates ou les Yougoslaves.
Plus de 30 000 Yougoslaves sont venus au Canada entre 1919 et 1939, ce qui incluait, selon les estimations 10 000 Serbes. Bon nombre de ces immigrants étaient célibataires, les hommes qui avaient quitté les familles dans leur pays d'origine pour chercher du travail au Canada. La grande majorité des Serbes arrivent entre-deux-guerres se sont établis en Ontario ou en Colombie-Britannique.
Des changements majeurs sont survenus en Yougoslavie pendant la Seconde Guerre mondiale. Le nouveau gouvernement communiste indépendant a été contesté par certains Yougoslaves. Après la guerre, de nombreux réfugiés ont refusé de rentrer dans leur patrie pour vivre sous un régime communiste. Émigrer au Canada dans cette période, venait d'une grande variété de milieux professionnels, des militaires, universitaires et des métiers avec de haut niveau d'étude.
À la fin des années 1980, le gouvernement communiste était sur le point de s'effondrer. Peu de temps après le brusque éclatement de la Yougoslavie en 1991, un grand nombre de Serbes vint au Canada.
Le recensement de 2001 liste 55 540 Canadiens d'origine serbe mais il est supposé qu'il y a plus de raison d'irrégularités dans le classement des Serbes. Environ 3420 vivent en Alberta, à Edmonton et de Calgary sont les grands pôles.